# 松下信治
松下信治（日语：／ Matsushita Nobuharu，1993年10月13日—）是一名日本賽車手，2014年日本三級方程式錦標賽冠軍。

## 職業生涯

### 卡丁車
松下生於日本埼玉縣埼玉市，自2005年展開賽車生涯，駕駛卡丁車參賽全日少年卡丁車錦標賽（全日本ジュニアカート選手権）。2008年，他參加卡丁車公開大師賽（オープンマスターズカート），取得ARTA挑戰賽級別的冠軍。2009年，松下在全日卡丁車錦標賽（全日本カート選手権）的KF1級別取得第7名，接著在隔年參加Super-KF級別獲得第3名的成績，並結束了卡丁車生涯。

### 青年冠軍方程式及日本方程式挑戰賽
2011年，松下晉升至單人座賽車賽事，為Super License車隊參加青年冠軍方程式。他缺席了鄂爾多斯分站，不過他的表現在回歸後變得更加出色。他在雪邦贏得賽季的收官站冠軍，並在該季車手積分榜上名列第4。
他在2012年轉戰日本方程式挑戰賽，整季12場分站中10度登上頒獎台，其中包含5場分站冠軍，最終取得該賽季的冠軍。

### 日本三級方程式錦標賽
2013年，松下加入HFDP車隊並晉級至日本三級方程式錦標賽。賽季結束後，他取得5次頒獎台完賽並在積分榜上名列第5，是本田車手中表現最佳的一位。
隔年，松下決定續留該隊並繼續出戰這項系列賽。他在茂木、富士及菅生站贏得勝利，在積分榜上以12分之差擊敗山下健太，贏得年度冠軍。

### GP2系列賽
松下於2015年加入ART大獎賽車隊，首度在GP2系列賽亮相。他在賽季首場分站巴林取得第2的排位，與隊友斯托弗·范多恩一同在隔日的正賽中從頭排發車，最終，他在兩場比賽中皆拿下積分，並在衝刺賽中取得最快圈速紀錄。來到紅牛賽道，松下在衝刺賽取得第3名的成績，首度登上GP2的頒獎台。他於匈牙利賽道的衝刺賽中取得首座冠軍，同時幫助ART車隊以一、二名完賽。最終，他在年度積分榜名列第9。
2016年2月，ART車隊證實松下將續留該隊，並與同為2015年新秀的謝爾蓋·希洛金搭檔。到了賽季的第4站奧地利，松下因為前一場巴庫分站的危險駕駛舉動而遭到禁賽。
2017年2月13日，松下再度與ART車隊簽約，為該隊出賽GP2在2017年更名的國際汽車聯盟二級方程式錦標賽，這是松下為ART出賽的第三個GP2賽季。

### 一級方程式賽車
2016年2月20日，松下簽約成為麥拉倫車隊的開發車手。
2017年2月22日，本田宣布松下將在2017年賽季繼續擔任麥拉倫-本田車隊的測試兼開發車手。
2017年7月24日，隨著薩伯車隊宣布將在下一賽季使用本田引擎後，該隊也宣布松下將在2017年匈牙利大獎賽後的季中測試第二日，駕駛C36進行測試，這也是他的一級方程式賽車測試處女秀。

## 賽車生涯成績

### 職業生涯摘要
| 賽季      | 系列賽                       | 車隊          | 出賽     | 分站冠軍 | 桿位     | 最快單圈 | 頒獎台   | 積分     | 排名     |
| --------- | ---------------------------- | ------------- | -------- | -------- | -------- | -------- | -------- | -------- | -------- |
| 2011年    | 青年冠軍方程式               | Super License | 10       | 1        | 1        | 2        | 4        | 89       | 第4      |
| 2012年    | 日本方程式挑戰賽             | 不適用        | 12       | 5        | 1        | 5        | 10       | 91       | 冠軍     |
| 2013年    | 日本三級方程式錦標賽         | HFDP Racing   | 15       | 0        | 0        | 0        | 5        | 43       | 第5      |
| 2014年    | 日本三級方程式錦標賽         | HFDP Racing   | 15       | 6        | 5        | 5        | 9        | 102      | 冠軍     |
| 2015年    | GP2系列賽                    | ART大獎賽     | 22       | 1        | 0        | 1        | 3        | 68.5     | 第9      |
| 2015-16年 | MRF挑戰賽                    | 不適用        | 4        | 2        | 1        | 3        | 2        | 80       | 第6      |
| 2016年    | 一級方程式賽車               | 麥拉倫車隊    | 開發車手 | 開發車手 | 開發車手 | 開發車手 | 開發車手 | 開發車手 | 開發車手 |
| 2016年    | GP2系列賽                    | ART大獎賽     | 20       | 1        | 0        | 5        | 2        | 92       | 第11     |
| 2017年    | 一級方程式賽車               | 麥拉倫車隊    | 開發車手 | 開發車手 | 開發車手 | 開發車手 | 開發車手 | 開發車手 | 開發車手 |
| 2017年    | 國際汽車聯盟二級方程式錦標賽 | ART大獎賽     | 6        | 1        | 0        | 0        | 2        | 48       | 第5*     |

* 賽季進行中。

## 外部連結
- 官方网站 （日語）
- 松下信治 在DriverDB.com上的职业生涯数据（英文）

| 體育角色        | 體育角色                         | 體育角色           |
| --------------- | -------------------------------- | ------------------ |
| 前任： 勝田貴元 | 日本方程式挑戰賽 冠軍 2012年     | 繼任： 山下健太    |
| 前任： 中山雄一 | 日本三級方程式錦標賽 冠軍 2014年 | 繼任： 尼克·卡西迪 |